# Kaiba (Anime)
Kaiba (jap. カイバ) ist eine Anime-Fernsehserie aus dem Jahr 2008. Die Serie wurde mit dem Japan Media Arts Award 2008 ausgezeichnet, der vom japanischen Kulturministerium vergeben wird.

## Handlung
In der Zukunft ist es möglich, die Erinnerungen auf Datenträgern zu speichern und so dem Tod zumindest teilweise zu entkommen. Der Körper stirbt, aber die Erinnerungen gehen nicht verloren, sie können in neue Körper übertragen werden. So aber entsteht bald ein Handel um Erinnerungen und auch Diebstahl von Daten. So leben die Reichen in einer Welt über den Wolken, wo sie durch Übertragung von Erinnerungen auf ewig leben, während am Boden eine chaotische und elende Welt existiert. Die Körper der Menschen sind zum Handelsgut geworden.
Ein Mann namens Kaiba wacht eines Tages in einem ihm unbekannten Raum auf, er hat keine Erinnerungen. Er besitzt nur einen Anhänger mit einem Foto einer Frau darin. Nachdem Kaiba angegriffen wurde, flieht er in den Weltraum und begibt sich auf eine Reise, um seine Erinnerungen wiederzufinden. Dabei trifft er auf verschiedene Menschen und ihre Probleme.

## Produktion und Veröffentlichung
Die Serie wurde durch das Studio Madhouse unter der Regie von Masaaki Yuasa produziert. Masaaki Yuasa schrieb ebenso das Drehbuch. Das Charakterdesign entwarf Nobutaka Ito. Die Serie wurde vom 10. April 2008 bis zum 24. Juni 2008 durch den Sender WOWOW in Japan ausgestrahlt.

### Synchronisation
| Rolle   | Japanischer Sprecher (Seiyū) |
| ------- | ---------------------------- |
| Kaiba   | Houko Kuwashima              |
| Neiro   | Mamiko Noto                  |
| Popo    | Romi Paku                    |
| Vanilla | Hisao Egawa                  |
| Hyohyo  | Wasabi Mizuta                |

### Musik
Die Musik der Serie wurde von Kiyoshi Yoshida komponiert. Der Vorspanntitel ist Never, das Abspannlied Carry me Away, beide von Seira Kagami interpretiert.